# NGC 4855
NGC 4855 (również PGC 44572) – galaktyka eliptyczna (E-S0), znajdująca się w gwiazdozbiorze Panny. Odkrył ją Wilhelm Tempel 19 kwietnia 1882 roku.